# Masdevallia anfracta
Masdevallia anfracta är en orkidéart som beskrevs av Willibald Königer och José Portilla. Masdevallia anfracta ingår i släktet Masdevallia och familjen orkidéer. Inga underarter finns listade i Catalogue of Life.

## Bildgalleri

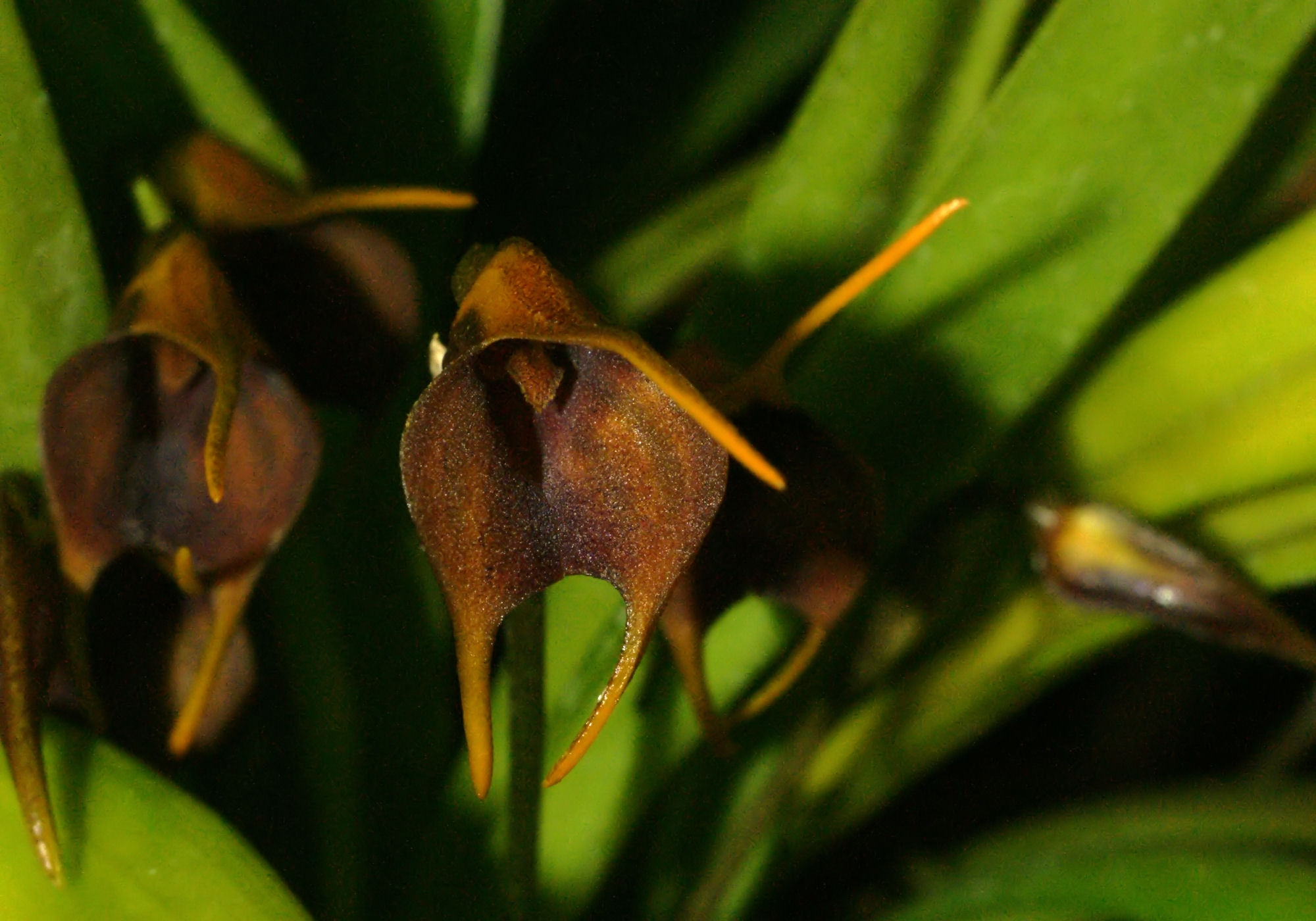